# Examiner.com
Examiner.com（エグザミナー・ドット・コム）は、かつて存在したアメリカ合衆国のニュースサイトである。コロラド州デンバーに拠点を置き、セミプロの市民寄稿者が情報を発信していた。アメリカ全土とカナダの一部の238の都市向けの地方版と、アメリカとカナダそれぞれの全国版があった。
このドメインは、2004年にフィリップ・アンシュッツのアンシュッツ・コーポレーションの子会社のクラリティ・メディアにより買収され、その後にニュースサイトとなった。2016年7月10日にサイトが閉鎖された。

## 歴史
このドメインは、1994年9月13日に『サンフランシスコ・エグザミナー』により登録され、同社のウェブサイトのために使用されていた。2004年、同社はアンシュッツ・コーポレーションの子会社のクラリティ・メディアにより買収され、このドメインの所有権もクラリティ・メディアに移管された。
2006年、クラリティ・デジタル・メディアのCEOのデイヴィッド・シェーファー（元MapQuestゼネラルマネージャー）の指揮の下で、このドメインはアメリカ国内の60の都市向けのローカルニュースのフィード・アグリゲーターに変更された。これは、ジオターゲティングにより、アクセスした地点に最も近い利用可能な都市のニュースの配信を受けるというもので、ローカルニュースの他、AP通信の地方、州、全米、国際ニュースも見ることができた。
2008年2月、同社のCEOはAOLの元幹部のマイケル・シェロッドに交代となり、シェーファーはCOOとして留任した。2008年4月、シェロッドは、様々な分野の専門知識を持つセミプロのライターたち（これを「エグザミナー」と称する）が地元の話題にかんする記事を執筆するという現在のモデルを発表し、これを「コミュニティ・ナレッジ・サイト」と呼称した。2008年4月時点では、デンバー、シアトル、ボルチモア、サンフランシスコ、ワシントンD.C.の5つの都市で115人のエグザミナーがいた。この5つの都市は、クラリティ・メディアの子会社が「エグザミナー」のタイトルで印刷版の新聞を発行していた都市である。また、これらの地方版の他に全米版もあった。
2009年3月、元AOL幹部のリック・ブレアがCEOに就任した。2009年9月、クラリティ・メディアは、バンクーバーを拠点として、世界中の市民ジャーナリストが記事を投稿するウェブサイト、NowPublicを買収した。クラリティ・メディアは、Examiner.comとNowPublicを運営するクラリティ・デジタル・グループを設立した。ブレアは、クラリティ・デジタル・メディアとExaminer.comの両方のCEOを務めた。
2009年10月29日、Examiner.comのカナダ全国版とカルガリー、モントリオール、オタワ、トロント、バンクーバーの地方版が開設された。2010年、プラットフォームがColdFusionからDrupalに移行されたが、この移行の際に大きな問題が発生した。
2011年2月、Googleがアルゴリズムを変更したことで、Examiner.comなどのサイトが検索結果の上位に表示されづらくなった。Googleは、Examiner.comなどのサイトをコンテンツファームとみなし、より信頼できる情報源が上位に表示されるようにした。これにより、Examiner.comの検索結果は79%減少した。
2014年1月23日、Examiner.comがアンシュッツ・エンターテイメント・グループ(AEG)の傘下となること、その傘下のAXSと密接に連携することが発表された。
2016年7月1日、Examiner.comを2016年7月10日頃に閉鎖することが発表された。

## 成長
2009年8月、Examiner.comはニールセン・オンラインによって、最も速いスピードで成長しているローカルウェブサイトの一つに選ばれた。2008年8月からの12か月間で、ページビューが342%増加し、756万9千人のユニークユーザを獲得して、アメリカのトップ30のインターネットニュースサイトの中で最も速く成長した。Omnitureによれば、2010年7月にはユニークビジターが2080万を超え、ページビューが6010万に達した。2010年10月、Examiner.comは、1日に追加される記事は3千以上であり、コンテンツ数は150万にまで成長したと報告した。

## 報酬スタイル
Examiner.comは、一部の寄稿者に対する報酬が低いと批判された。同サイトは、寄稿者に対して「寄稿を本業にするべきではない」と伝え、「記事を書くことは、メインの仕事を辞める機会にはなりえない」のは明らかであると説明している。
Examiner.comは、様々な報酬体系を寄稿者に提供していた。報酬は、購読者数や閲覧数、セッション時間などに応じて支払われていた。

## 批判
2007年、『SFウィークリー』のマット・スミスは、シャロン・グレイによる記事や写真の多くが『サクラメント・ビー』などの他の情報源のものであり、明らかな剽窃であると指摘した。スミスは、この事例は「（記事が）無料であるということは、必ずしも（良質の記事の）安売りであるとは限らない」ということを示しているのではないかと示唆した。この件について質問されたエグザミナーの編集長のジム・ピメンテルは、「あれはブログだ。あれは編集が加えられていない。我々はブログに何を書くかについて何の指示も与えていない。これが標準的な作業手順だ」と述べた。スミスの指摘の後、膨大な量のグレイの記事や写真は削除された。ピメンテルは、「（エグザミナーは）ウェブに掲載される記事の正確性と帰属について、印刷物ほどの厳密な基準を持っていない」と述べた。カリフォルニア大学大学院バークレー校のジャーナリズム研究科教授で教務部長のロバート・ガニソンは、新聞はオンライン上のものであれ、紙媒体であれ、報道に関して同じ基準を設けるべきであるという考えを示した。